# Gerszon Dawidowicz
Gerszon Dawidowicz (hebr. גרשון דוידוביץ) (ur. 1914 w Zgierzu, zm. 14 stycznia 1988 w En Hod w Izraelu) – izraelski malarz pochodzący z Polski.

## Życiorys
Urodził się jako Gerson Dawidowicz w Zgierzu. W wieku 15 lat wyjechał do Berlina, gdzie uczył się w szkole średniej. W 1934 rozpoczął studia artystyczne w Akademie der Künste, pobierał również lekcje u Aro Nadela, podczas studiów wystawiał swoje prace razem ze „Stowarzyszeniem Artystów Żydowskich”. W 1938 wyemigrował do mandatu Palestyny w ramach aliji młodzieży. W latach 1940–1945 służył w armii brytyjskiej. W 1953 był jednym z założycieli wioski artystów En Hod. Większość prac Dawidowicza powstała w technice olejnej, tworzył abstrakcje i martwe natury. Przez wiele lat pracował jako nauczyciel plastyki i rysunku w Tel Awiwie i w En Hod.

## Nagrody
- Nagroda na wystawie żołnierzy armii brytyjskiej, Bengazi, Libia
- 1964 Nagroda Dizengoffa za malarstwo i rzeźbę, Muzeum Sztuki w Tel Awiwie, Urząd Miasta Tel Awiw-Jaffa
- 1964 Nagroda Malach, Ein Hod
- 1965 Nagroda Malach, Ein Hod